# موسکاتزانو
موسکاتزانو (به ایتالیایی: Moscazzano) یک کومونه در ایتالیا است که در استان کریمونا واقع شده‌است. موسکاتزانو ۷٫۹ کیلومتر مربع مساحت و ۸۳۳ نفر جمعیت دارد.